# Porella alba
Porella alba är en mossdjursart som beskrevs av Nordgaard 1906. Porella alba ingår i släktet Porella och familjen Bryocryptellidae. Inga underarter finns listade i Catalogue of Life.